# مجاشع بن مسعود السلمي
 مُجَاشِع ابن مَسْعود السُلمي . صحابي أسلم بعد الفتح فجاء  بأخيه مجالد بن مسعود لمبايعة نبي الإسلام محمد على الهجرة، فقال النبي : «لاَ، بَلْ نُبَايعُ عَلَى الإسْلآمِ؛ فَإِنَّهُ لاَ هِجْرَةَ بَعْدَ الْفَتْحِ  وَيَكُونُ مِنَ التابعين بإِحسان».
شارك في فتح فارس، وغزا كابل، وصالحه الأصبهذ ملكها، وقيل أنه فتح حصن أبرويز، ومدينة توّج، وغزا مكران.
كان يوم الجمل مع عائشة أميراً على بني سليم، فقتل قبل المعركة، ودفن بالبصرة.
نسبه
مُجَاشِع بن مَسْعود بن ثَعْلَبَة بن وَهْب بن عائذ بن رَبيعة بن يربوع بن سَمَّال بن عوف بن امرئِ القيس بن بَهْثَة بن سُلَيم بن منصور